# Argelès-Bagnères
Argelès-Bagnères is een gemeente in het Franse departement Hautes-Pyrénées (regio Occitanie) en telt 118 inwoners (2009). De plaats maakt deel uit van het arrondissement Bagnères-de-Bigorre.

## Geografie
De oppervlakte van Argelès-Bagnères bedraagt 2,6 km², de bevolkingsdichtheid is dus 45,4 inwoners per km².

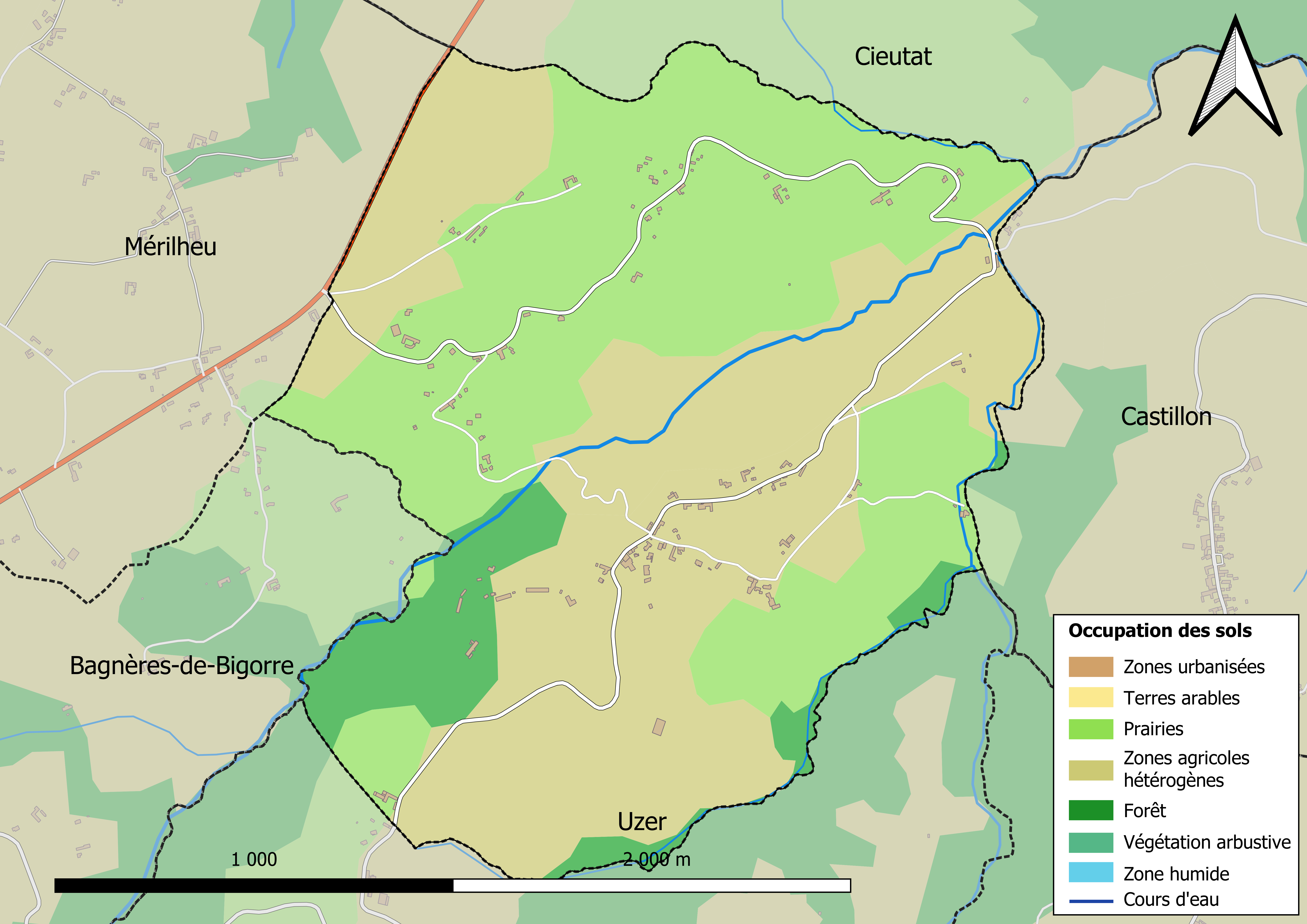
Kaart van de gemeente met belangrijkste infrastructuur, bodemgebruik en omliggende gemeenten

## Demografie
Onderstaande figuur toont het verloop van het inwonertal (bron: INSEE-tellingen).